# Castello di Pavarano
Das Castello di Pavarano ist eine mittelalterl butiche Burg in der Nähe von Vidiano Soprano, einem Ortsteil der Gemeinde Piozzano in der italienischen Emilia-Romagna.
Die Burg liegt auf einem Hügel an der Wasserscheide zwischen dem Luretta-Tal und dem Chiarone-Tal, etwa 4,5 km entfernt vom Hauptort.

## Geschichte
Die über die Burg verfügbaren Dokumente sind ziemlich wenige: 1372, in einem Jahr, in dem die Burg unter der Kontrolle von Raffaele Arcelli war, wurde sie von päpstlichen Truppen belagert. Später, im 16. Jahrhundert, gehörte ein Teil des Anwesens dem Grafen von Borgonovo, Ascanio Sforza, wie die Grundbücher bezeugen, während der restliche Teil des Komplexes zwischen verschiedenen Familienmitgliedern der Arcellis aufgeteilt war.
1595 war die Burg ganz in Besitz der Familie Sforza aus Borgonovo und unter der Kontrolle des Grafen Alessandro Sforza. Das Castello di Pavarano blieb weiterhin unter der Autorität von Borgonovo, aber nach dem Aussterben der Lehensnehmerfamilie fiel es an die herzogliche Liegenschaftsverwaltung der Farneses, die es 1691 an die Familie Zandemaria verlehnte.
Die Burg wurde im Laufe der Jahrhunderte mehrfach umgebaut. Mitte des 19. Jahrhunderts waren die Reste der beiden Wehrmauern noch klar zu erkennen, aber die Burg wurde dann vollständig aufgegeben und fiel dem Verfall anheim, ein Zustand, der bis zum Ende des 20. Jahrhunderts fortdauerte.
In den ersten Jahren des 21. Jahrhunderts wurden an den Anwesen Restaurierungsarbeiten mit dem Ziel einer Wohnnutzung durchgeführt.

## Beschreibung
Was von der Burg, die ursprünglich auf einer Doppelreihe von Mauern basierte und im Laufe der Jahrhunderte im Vergleich zur Situation beim Bau wesentlich umgebaut wurde, übrigblieb, wurde durch die vollständige Aufgabe zwischen dem Ende des 19. und dem Anfang des 20. Jahrhunderts schließlich hart getroffen.
Von der ursprünglichen Anlage sind die angeschrägten Umfassungsmauern, die zum Großteil aus Flusskieseln erbaut wurden und an denen man Spuren einer Faltung und darüber hinaus eine Reihe von Fenstern mit trilithischen Bögen sieht, noch erhalten. Das Gebäude, das Anfang des 21. Jahrhunderts umfangreich restauriert wurde, um in ein Wohngebäude umgewandelt zu werden, befindet sich heute in hervorragendem Erhaltungszustand.